# Malo Crniće
Malo Crniće (cyr. Мало Црниће) – wieś w Serbii, w okręgu braniczewskim, siedziba gminy Malo Crniće. W 2011 roku liczyła 724 mieszkańców.